# 陳修榆
陳修榆（1858年—1942年），字星白，清末至民國時期學者、書法家。浙江鎮海縣人。
光緒二十年（1894年）甲午科浙江鄉試第一名舉人（解元）。曾主纂民国《镇海县志》。工書法。

### 書目
- （清）法式善等，《清秘述聞三種》，中華書局，清代史料筆記叢刊，ISBN：ISBN 7101017428。